# John Bok
John Bok (* 24. října 1945 Pardubice) je český politický aktivista, signatář Charty 77 a spoluzakladatel Spolku Šalamoun, angažujícího se v případech podezření na chybné vyšetřování a rozhodování soudní moci.

## Osobní život
Narodil se v rodině československého válečného letce ve Velké Británii Bedřicha Boka (* 21. ledna 1916, evidován ve svazcích StB) a Angličanky Florence Mary Spence, jež za války působila u britského letectva. Křestní jméno dostal po anglickém dědečkovi. Podepsal Chartu 77. V 70. a 80. letech jej sledovala a perzekvovala Státní bezpečnost kvůli jeho politickým názorům, musel pracovat v dělnických profesích. V listopadu a prosinci 1989 vedl ochranku Václava Havla. Po sametové revoluci pracoval tři roky v kontrarozvědce (Úřad pro ochranu ústavy a demokracie a Federální bezpečnostní informační služba).
Je předsedou Spolku Šalamoun, který spoluzaložil roku 1994 se spisovatelkou Lenkou Procházkovou a jenž se angažuje v případech podezření na chybné vyšetřování nebo rozhodování soudní moci. Byl též neplaceným členem Výboru proti mučení a jinému nelidskému zacházení při Radě vlády pro lidská práva a neplaceným členem poradního sboru generálního ředitele Vězeňské služby ČR generála Kuly.

## Nominace na veřejného ochránce práv
Prezident republiky Václav Klaus jej několikrát navrhl jako kandidáta na úřad veřejného ochránce práv.
Poprvé byl nominován v roce 2006, ale do této funkce byl hned v prvním kole volby na 6 let znovu zvolen Otakar Motejl. Pro Boka hlasovalo v tajné volbě 35 poslanců a byl tak druhý ze čtyř kandidátů.
Podruhé jej prezident nominoval 24. června 2010. Šest poslanců pro něj hlasovalo 9. července 2010, čímž vypadl v prvním kole volby (ani v druhém kole však nebyl nikdo zvolen). Volbu označil za neregulérní kvůli účasti Ivy Brožové (získala rovněž hlasy 6 poslanců), která se podle něj (a též například podle strany Věci veřejné) jako soudkyně a předsedkyně Nejvyššího soudu o funkci nemohla ucházet.
Třetí nominaci podal prezident 24. srpna 2010.
V květnu 2009 v rozhovoru pro magazín Žena-in na dotaz, jak by se mu tato pozice líbila, odpověděl: „Líbila, nelíbila, co na to říct? Určitě bych byl lepším ombudsmanem než Otakar Motejl.“ V červnu 2010 pro iDnes zdůraznil, že by se nevyhýbal záležitostem trestněprávním a že by nezpochybňoval trest ani vinu, ale zasáhl by, kdyby došlo k právním pochybením, a více by využíval práva podávat kárné návrhy na soudce a státní zástupce.
Novým ombudsmanem se 7. září 2010 stal Pavel Varvařovský.

## Účast ve volbách
V roce 2002 kandidoval do zastupitelstva městské části Praha 8 na kandidátce Nezávislí vedené Václavem Musílkem na 5. místě kandidátky v jednom ze tří volebních obvodů. Získal 7,50 % hlasů.
V městské části Praha 8 působil jako zastupitel.
V roce 1998 ho ODS pro volby do Poslanecké sněmovny zařadila ve volebním kraji Praha na poslední, 36. místo své kandidátky; 1,05 % z voličů této kandidátky mu dalo preferenční hlas, což sice nezměnilo oficiální výsledné pořadí, nicméně v počtu preferenčních hlasů byl na 10. místě. V roce 1996 kandidoval jako nestraník za Pravý blok do senátu v obvodě 24 (Praha 9); ziskem 1,39 % hlasů se umístil 8. z 11 kandidátů. Roku 2004 kandidoval do senátu jako nestraník na kandidátce Balbínovy poetické strany v obvodě 22 (Praha 10); získal 1,48 % hlasů a skončil tak 8. z 10 kandidátů. V roce 2006 kandidoval do Senátu ve volebním obvodu 26 (Praha 2), ziskem 1,59 % hlasů byl osmým nejúspěšnějším z 12 kandidátů v tomto obvodu. V komunálních volbách v roce 2006 kandidoval do zastupitelstva městské částí Praha 8 za Nezávislé pro Prahu – volební stranu Václava Musílka, na 2. místě z 15 kandidátů; získal 9,10 % hlasů, mandát získal pouze lídr kandidátky. Současně za tutéž stranu kandidoval i do městského zastupitelstva na 11. místě ze 70 kandidátů; získal 2,33 % hlasů, strana nezískala žádný mandát. V roce 2008 kandidoval do senátu popáté, a to za KDU-ČSL ve volebním obvodě 21 (Praha 5); ziskem 4,57 % hlasů se dostal na 6. místo z 12 kandidátů.

## Soukromý život
Žije v Praze-Karlíně v manželství s malířkou a sochařkou Jitkou Bokovou. Společně se stali rodiči hereček Kristýny (* 1981) a Jenovéfy Bokových (* 1992). Z předchozích vztahů má tři děti včetně ekologického aktivisty Jana Rovenského. Kromě toho je nevlastním otcem Kryštofa Rímského, bratra Prokopa Rímského.